# Etotama
Etotama (えとたま) est une série d'animation japonaise produite par les studios Shirogumi et Encourage Films, diffusée à partir du 9 avril 2015 au Japon sur Tokyo MX et dans les pays francophones sur Crunchyroll. Une adaptation en manga a commencé sa prépublication dans le magazine Dengeki Daioh des éditions ASCII Media Works.

## Synopsis
Etotama raconte l'histoire de Nya-tan, un chat de l'astrologique chinois, qui souhaite devenir un membre du zodiaque chinois. Nya-tan est une fille tête en l'air, qui souffre de perte de mémoire mais qui est déterminée à arriver à son but. Un jour, elle va faire la rencontre de Takeru Tendo, un élève de seconde qui vient d’emménager seul à Akihabara. Nya-tan finira par habiter chez lui.

## Personnages
Nya-tan (にゃ〜たん) (Miaou)
Voix japonaise : Rie Murakawa
Takeru Tendo (天戸 タケル, Tendo Takeru)
Voix japonaise : Hiro Shimono
Chūtan (チュウたん)
Voix japonaise : Sayaka Ohara
Mo-tan (モ～たん)
Voix japonaise : Eriko Matsui
Shimatan (シマたん)
Voix japonaise : Yuiko Tatsumi
Usatan (ウサたん)
Voix japonaise : Yūka Aisaka
Doratan (ドラたん)
Voix japonaise : Maaya Uchida
Shātan (シャアたん)
Voix japonaise : Hitomi Nabatame
Umatan (ウマたん)
Voix japonaise : Ari Ozawa
Meitan (メイたん)
Voix japonaise : Mai Fuchigami
Kītan (キーたん)
Voix japonaise : Megumi Toda
Piyotan (ピヨたん)
Voix japonaise : Mikoi Sasaki
Inutan (イヌたん)
Voix japonaise : Mariko Honda
Uritan (ウリたん)
Voix japonaise : Yumiri Hanamori

## Liste des épisodes
| No | Titre en français                       | Titre original           | Date de 1re diffusion |
| -- | --------------------------------------- | ------------------------ | --------------------- |
| 1  | Le triomphe du Chat                     | 猫娘揚々 Neko yōyō       | 9 avril 2015          |
| 2  | Le bœuf étrange et débordant d’amour    | 愛縁奇牛 Aien kigyū      | 16 avril 2015         |
| 3  | Le grand cœur du Sanglier               | 亥突猛心 Chototsu mōshin | 23 avril 2015         |
| 4  | Œil de Lapin, oreille d’espion          | 兎目兎耳 Tomoku toji     | 30 avril 2015         |
| 5  | La robustesse du Mouton                 | 滋羊強壮 Jiyō kyōsō      | 7 mai 2015            |
| 6  | Le plan du Tigre                        | 虎計三笑 Kokei sanshō    | 14 mai 2015           |
| 7  | Le long Serpent de la destinée          | 縁縁長蛇 Enen chōda      | 21 mai 2015           |
| 8  | Le preux Chat-valier                    | 一騎当猫 Ikki tō nyan    | 28 mai 2015           |
| 9  | À pas d’Oiseau                          | 花鳥歩月 Kachō fugetsu   | 4 juin 2015           |
| 10 | Infiniment perverse                     | 永久変態 Eikyū hentai    | 11 juin 2015          |
| 11 | Les voies différentes du Chat et du Rat | 猫鼠異道 Byōso idō       | 18 juin 2015          |
| 12 | Eto in Full Bloom                       | 干支繚乱 Eto ryōran      | 25 juin 2015          |